# St. Paul (Antwerpen)

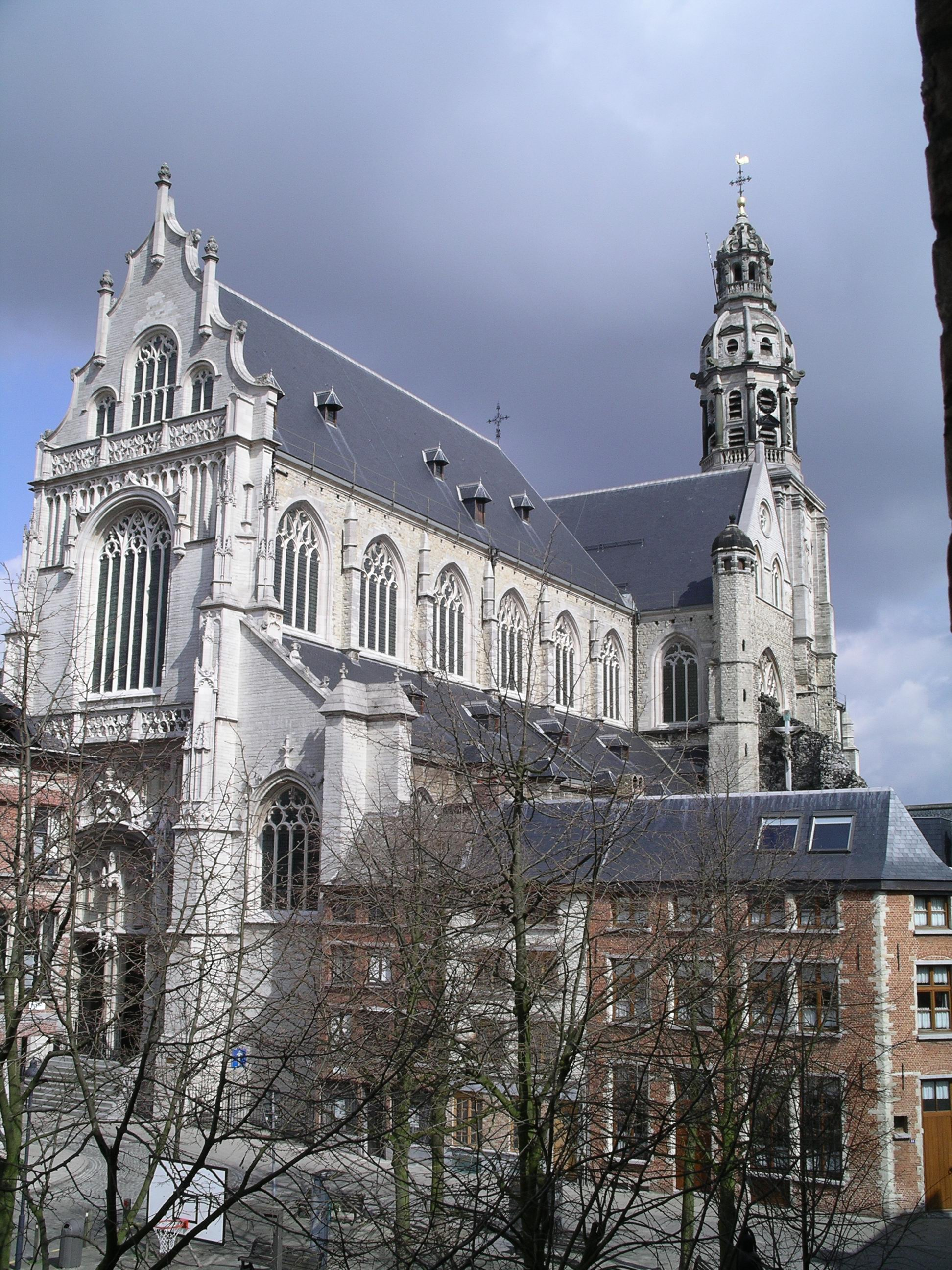
Sint-Pauluskerk Antwerpen

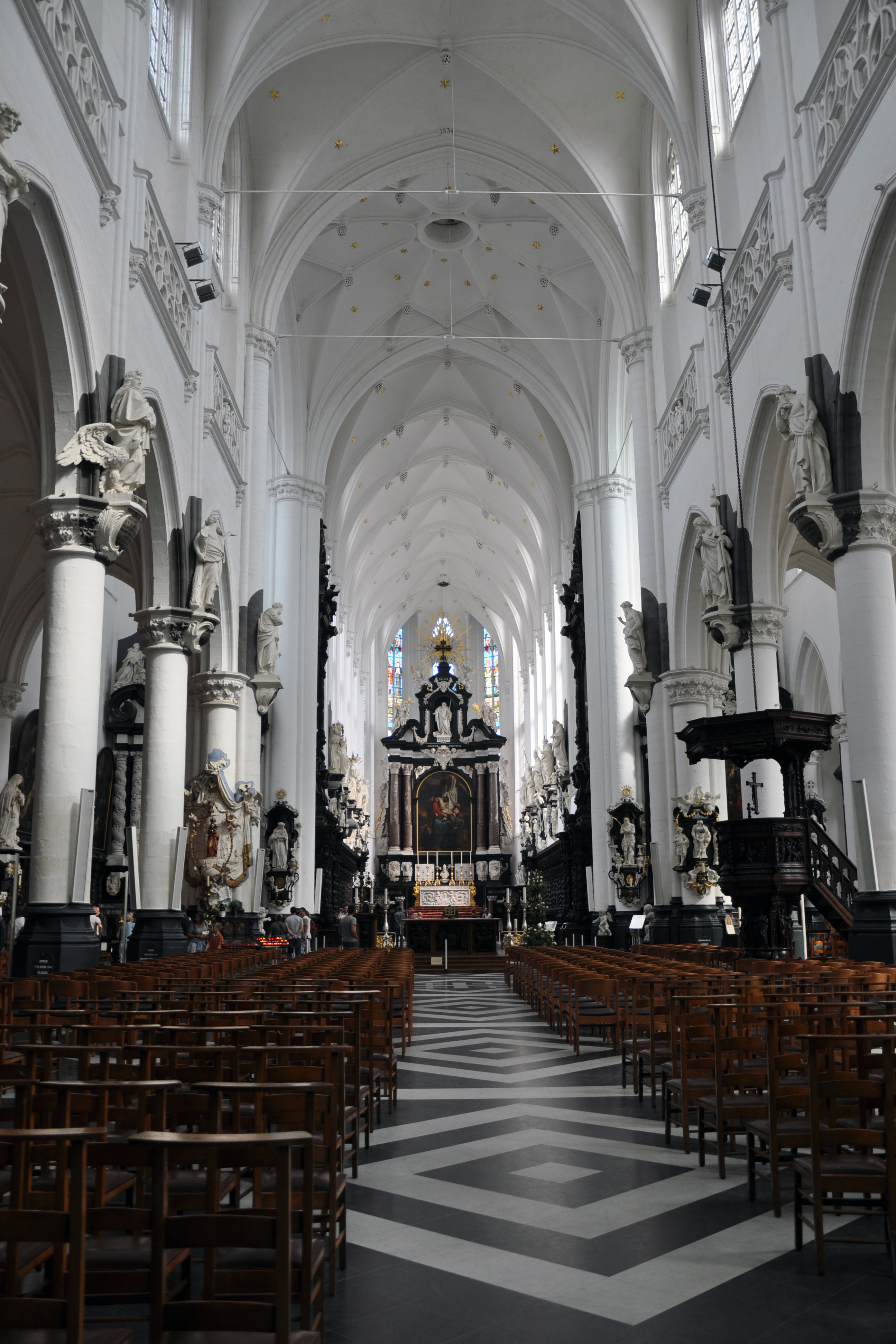
Inneres

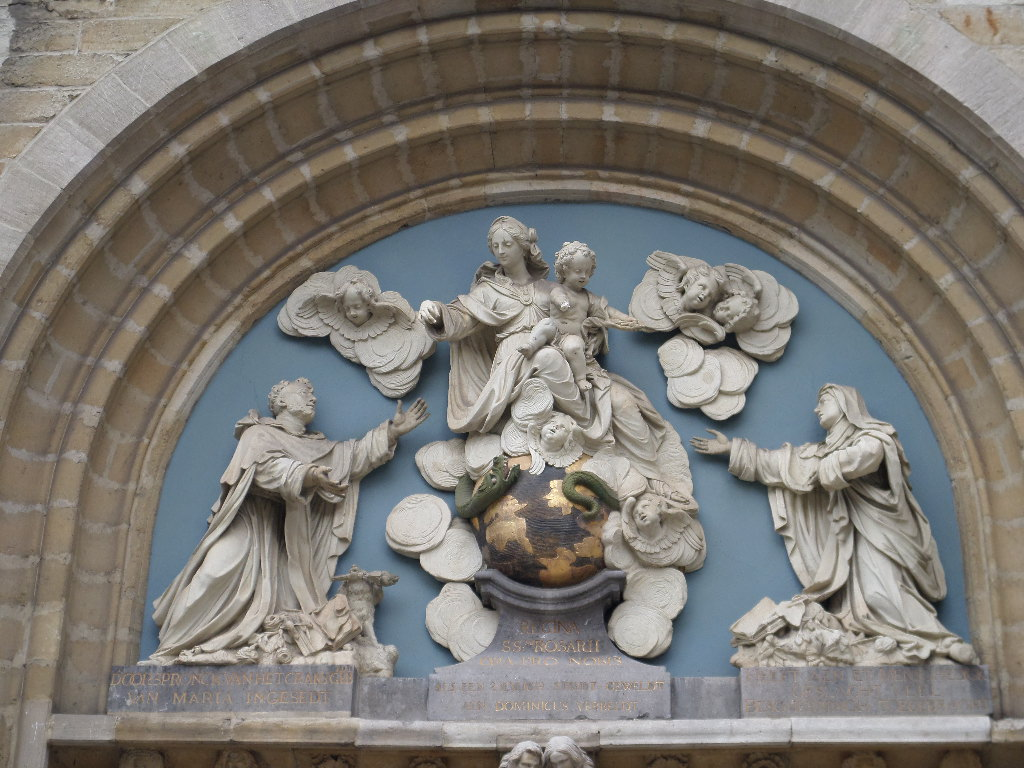
Tympanonskulptur Unserer Lieben Frauen des Rosenkranzes von Jan Claudius de Cock

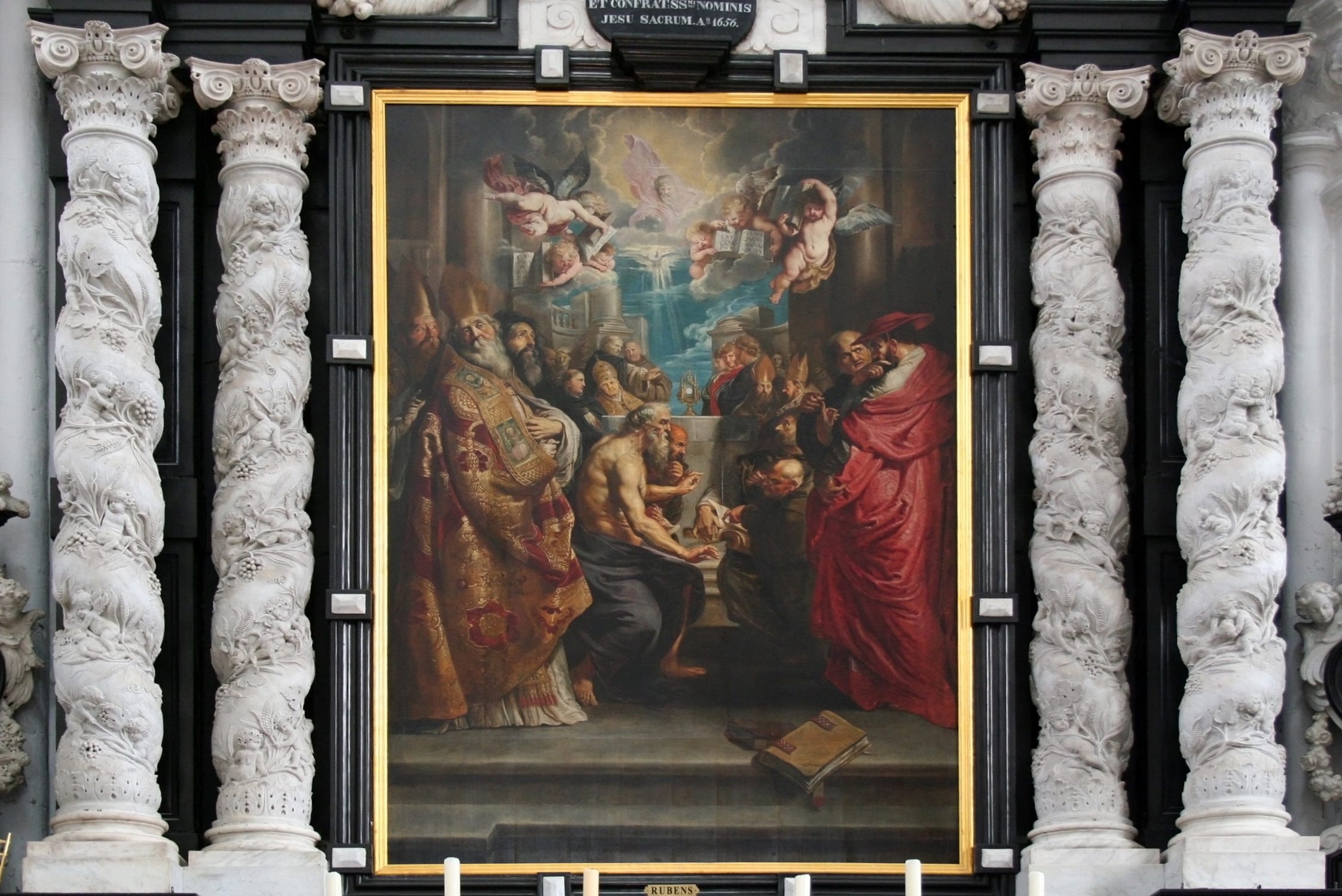
Sakramentskapelle, Disputation des Heiligen Sakraments von Rubens

Die Kirche St. Paul oder niederländisch Sint-Pauluskerk ist eine römisch-katholische Kirche am Veemarkt in Antwerpen. Ihr Äußeres ist hauptsächlich gotisch mit einem barocken Turm, während das Innere durch die reiche barocke Dekoration geprägt ist. Sie beherbergt Gemälde von Antwerpens führenden Künstlern wie Peter Paul Rubens, Anthonis van Dyck und Jacob Jordaens sowie eine Fülle von Skulpturen und Kirchenmöbeln, die von führenden Antwerpener Bildhauern wie Artus Quellinus dem Älteren, Pieter Verbruggen I., Jan Pieter van Baurscheit der Ältere, Jan Claudius de Cock und Andries Colyns de Nole geschaffen wurden. Besonders erwähnenswert ist der Kalvarienberg vor der Kirche, der aus 63 lebensgroßen Statuen und neun Reliefs besteht, die in einem volkstümlichen und theatralischen Stil gestaltet sind.

## Geschichte
Die St. Pauls-Kirche befindet sich im alten Stadtzentrum von Antwerpen, nur wenige Schritte von der Schelde entfernt, in einem Viertel, in dem früher Seeleute wohnten. Der Dominikanerorden errichtete hier eine kleine Kirche, die 1276 von Albertus Magnus geweiht wurde. Die Kirche ist nach dem Schutzpatron der Dominikaner, dem Heiligen Paulus, benannt.
Da die Kirche durch einen veränderten Flusslauf der Schelde überschwemmungsgefährdet war, beschloss der Dominikanerprior A. van Leent, eine neue Kirche auf einem größeren und höher gelegenen Grundstück neben der bestehenden Kirche zu bauen. Die Baupläne stammen wahrscheinlich von Domien de Waghemakere, einem Mitgestalter der Antwerpener Kathedrale. Nach seinem Tod im Jahr 1542 ist Rombout de Dryvere als Architekt und Baumeister weiter bekannt. Die Kirche wurde 1548 teilweise in Gebrauch genommen und im folgenden Jahr wurde die alte Kirche abgerissen. Die neue Kirche wurde 1571 fertiggestellt und eingeweiht. Im selben Jahr wurde in der Kirche die Bruderschaft Unserer Lieben Frau vom Rosenkranz gegründet, um die Schlacht von Lepanto zu feiern, in der die spanische Flotte die Türken besiegte. Um diese Zeit begannen wahrscheinlich auch die Arbeiten am neuen Kloster.
Als die Calvinisten 1578 in Antwerpen an die Macht kamen, wurden die Dominikaner vertrieben, die Kirche und das Kloster geräumt und das Kirchenschiff in ein calvinistisches Bethaus umgewandelt. Die Querschiffe und der Chor wurden teilweise abgerissen und ein Teil des Klosters wurde als Kanonengießerei der Armee genutzt. Als Alessandro Farnese 1584 Antwerpen belagerte, um es für den spanischen Thron zurückzuerobern, ließ er eine Brücke über die Schelde bauen, um die Versorgung der Stadt zu blockieren. Die Verteidiger der Stadt versuchten, mit Hilfe von Brandschiffen die Brücke zu entzünden. Als Ballast in diesen Schiffen verwendeten sie Materialien aus den Querschiffen und dem Chor der St.-Pauls-Kirche. Nach dem Fall von Antwerpen im Jahr 1585 kehrten die Dominikanermönche zurück und begannen mit dem Wiederaufbau und der Renovierung der Kirche und des Klosters.
Die erste Phase des Wiederaufbaus des Klosters wurde zwischen 1605 und 1616 durchgeführt und der Wiederaufbau wurde 1662 abgeschlossen. Im Jahr 1618 wurde der Grundstein für einen neuen und vergrößerten Chor und ein Querschiff gelegt. Im Jahr 1639 wurde der neue Chor durch den Bischof von Antwerpen geweiht. In den folgenden Jahrzehnten wurde das Innere der Kirche mit barocken Möbeln und Dekorationen ausgestattet. Der Antwerpener Bildhauer Pieter Verbrugghen I. und seine Werkstatt fertigten zwischen 1658 und 1660 die Beichtstühle aus Eichenholz an. Derselbe Künstler fertigte 1654 das Orgelgehäuse aus Eichenholz in der Kirche an und zusammen mit seinem Sohn Pieter Verbrugghen II. führte er 1670 die Entwürfe für den Hochaltar aus. Der Hochaltar wurde 1670 von Bischof Capello von Antwerpen geweiht. Im Jahr 1679 zerstörte ein Großbrand einen Teil der Gewölbe des Kirchenschiffs und den oberen Teil der Westfassade. Der Schaden wurde in den Jahren 1680–81 behoben und gleichzeitig wurde die Turmspitze nach einem Entwurf von Nicolaes Millich im barocken Stil fertiggestellt. Im Jahre 1692 wurde die Ehrwürdige Kapelle fertiggestellt. Der Kalvarienberg wurde zwischen 1697 und 1747 an der Südseite des Kirchenschiffs errichtet.
1796 wurden alle Dominikanerklöster in den südlichen Niederlanden auf Anordnung der französischen Besatzer aufgelöst. Zu diesem Zeitpunkt gingen alle alten Kirchenbücher, die Informationen über den Dominikanerorden, die Kirche und das Kloster enthielten, verloren. Die Kirche wurde öffentlich verkauft und vom Dominikaner-Prior Peltiers gekauft. Damit konnte er die reiche Ausstattung der Kirche retten. Im Jahre 1802 wurden die Kirche, der Kalvarienberg und ein Teil des Klosters von der Stadtverwaltung übernommen. Die Kirche wurde im folgenden Jahr als Pfarrkirche geweiht und ersetzte die alte, baufällige St.-Walburga-Kirche, die 1817 abgerissen wurde.
Während des Zehn-Tages-Feldzugs, den die Niederländer 1830 nach der belgischen Revolution unternahmen, bombardierte eine niederländische Truppeneinheit Antwerpen. Die Kirche wurde beschädigt und alle Glasmalereien aus dem 17. Jahrhundert, die nach Entwürfen von Abraham van Diepenbeeck angefertigt wurden, wurden zerstört. 1833 wurde das Innere der Kirche verändert: Der von Pieter Verbruggen II. und seiner Werkstatt ausgeführte Lettner aus dem Jahr 1654 wurde abgebaut, um einen ungehinderten Blick durch das Kirchenschiff zum Chor zu ermöglichen. Zuvor war an der Westseite des Kirchenschiffs eine neue Empore errichtet worden.

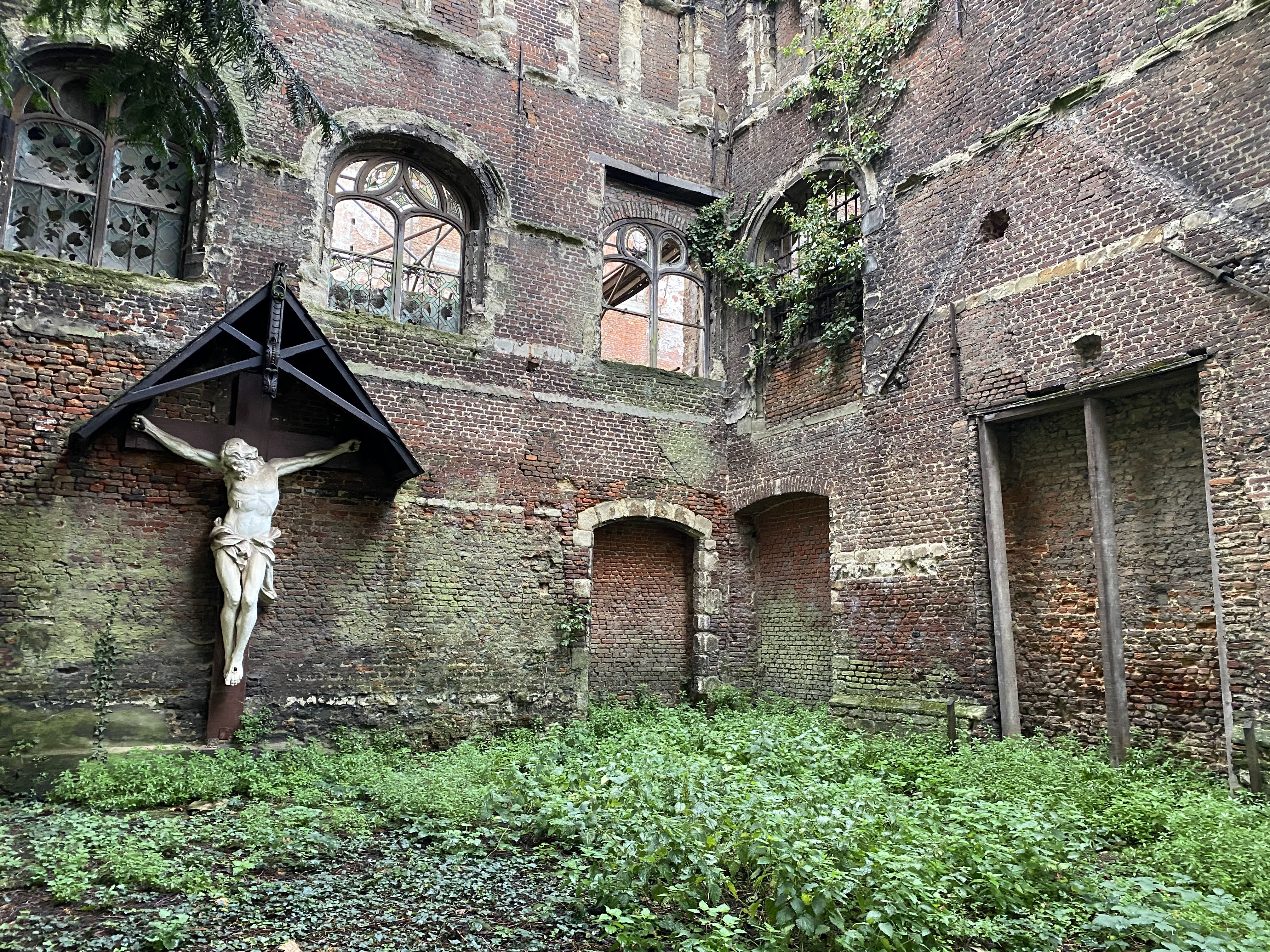
Die Ruinen des angrenzenden Klosters

Im April 1968 zerstörte ein Brand das gesamte Dach der Kirche, beschädigte die Gewölbe und den Innenraum, vernichtete die Spitze des Barockturms vollständig und ruinierte drei Viertel des Klosters. Langwierige Restaurierungsarbeiten waren danach erforderlich.
Das Äußere ist hauptsächlich im Stil der Brabanter Gotik ausgeführt und zeichnet sich durch die für Bettelordenskirchen übliche schlichte Architektur mit wenig Außenschmuck aus. Für die Innenwände wurde Backstein verwendet, während die Außenwände und der Bauschmuck aus Ledianer Sandstein bestehen.
Der Turm wurde im späten 17. Jahrhundert mit einer barocken Spitze umgebaut. Das barocke Portal an der Ecke von Veemarkt und Zwartzustersstraat stammt aus dem Jahr 1734. Im Bogen über dem Tor befindet sich eine Tympanon-Skulptur von Jan Claudius de Cock aus dem Jahr 1734, welche die Rosenkranzmadonna darstellt, die dem heiligen Dominikus und Katharina von Siena, der Reformatorin des Dominikanerordens, den Rosenkranz reicht.

## Der Innenraum
Die Pfeiler in der St. Pauls Kirche sind zylindrisch und werden von Kapitellen mit Blattmotiven gekrönt. Die Innenausstattung ist ein gutes Beispiel für den flämischen Barockstil, sowohl in der Malerei als auch im Kirchenmobiliar.
Unter den vielen Kunstwerken in der Kirche befinden sich Werke von bedeutenden Künstlern wie den Antwerpener Malern Peter Paul Rubens, Anthonis van Dyck, Jacob Jordaens, Cornelis de Vos, Gaspar de Crayer, Frans Francken II, Abraham van Diepenbeeck, Theodoor Boeyermans, Artus de Bruyn, Arnout Vinckenborch und Matthys Voet.

### Hauptaltar
Pieter Verbrugghen I. und sein Sohn Pieter Verbrugghen II. schufen einen barocken Hauptaltar aus Marmor, der für das Gemälde von Rubens Die Vision des heiligen Dominikus entworfen wurde. Die Dominikaner bestellten 1670 bei Theodoor Boeyermans ein neues Gemälde zum Martyrium des Heiligen Paulus. Dieses Gemälde und das Gemälde von Rubens wurden im neuen Hauptaltar installiert und konnten durch einen Drehmechanismus mit Scharnieren abwechselnd gezeigt werden. Beide Gemälde wurden 1794 von den französischen Besatzern geraubt und nach Paris geschickt. 1811 schenkte Napoleon die Gemälde an zwei regionale Museen: Rubens’ Hl. Dominikus an das Musée des Beaux Arts in Lyon und Boeyermans’ Hl. Paulus an das Museum von Aix-en-Provence. Trotz der Vereinbarungen des Wiener Kongresses von 1815 wurden beide Altarbilder nie von Frankreich zurückgegeben, unter dem Vorwand, dass Napoleon sie an regionale Museen abgegeben habe. Das von Cornelis Cels 1807 vollendete Gemälde Die Kreuzabnahme befindet sich heute an der Stelle, die von den gestohlenen Altarbildern eingenommen wurde.

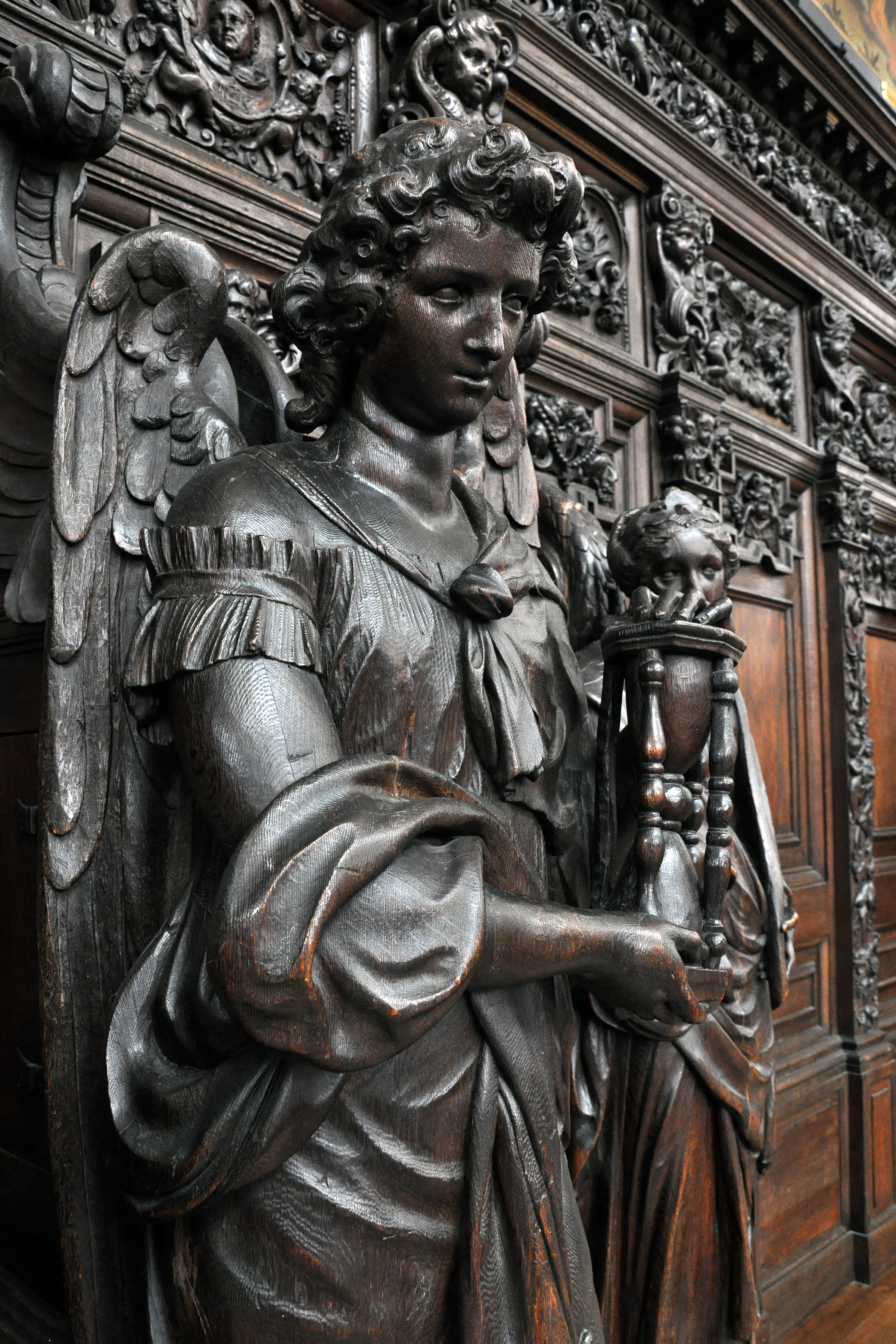
Detail der Beichtstühle

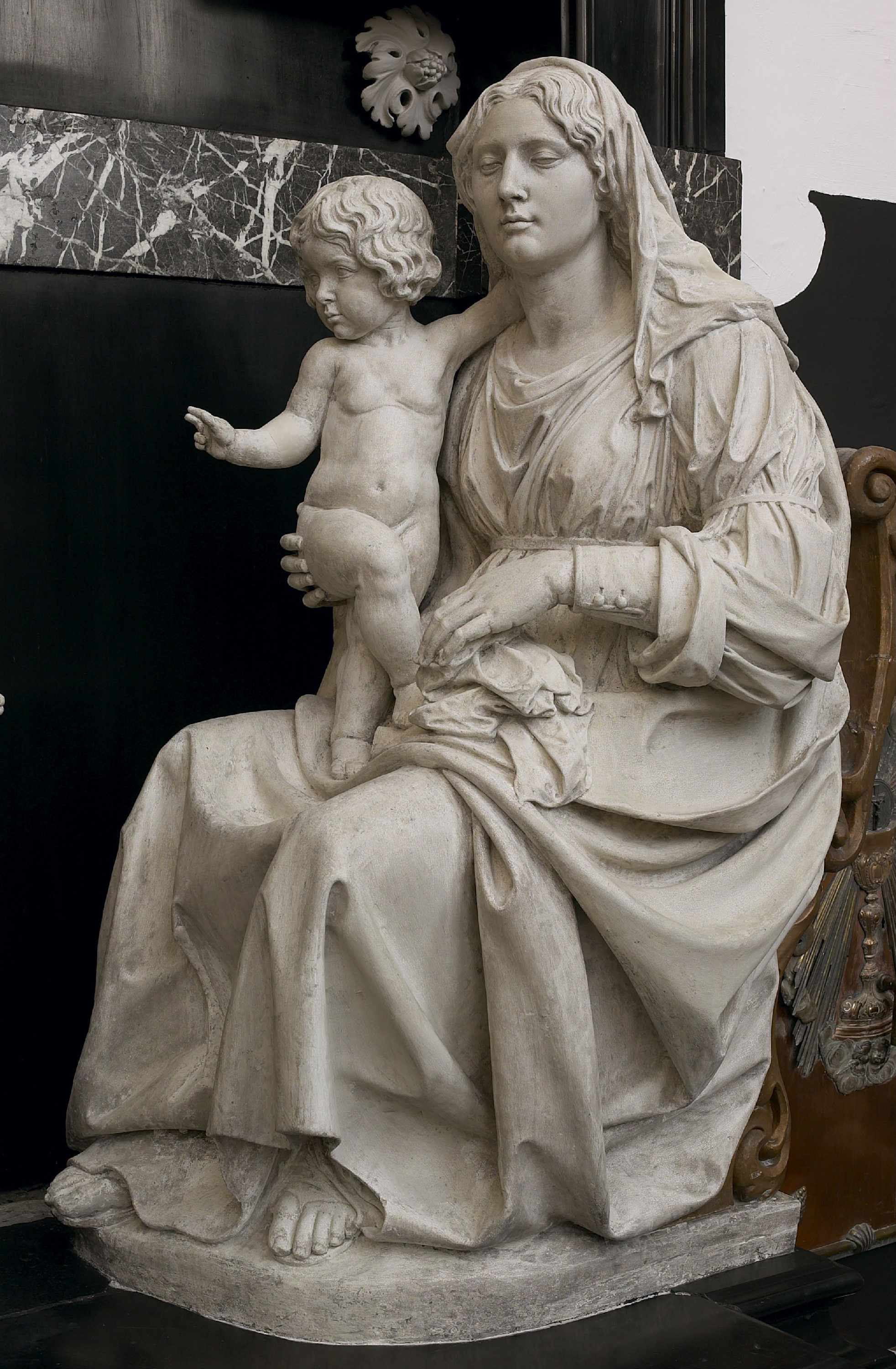
Madonna von Jan Claudius de Cock

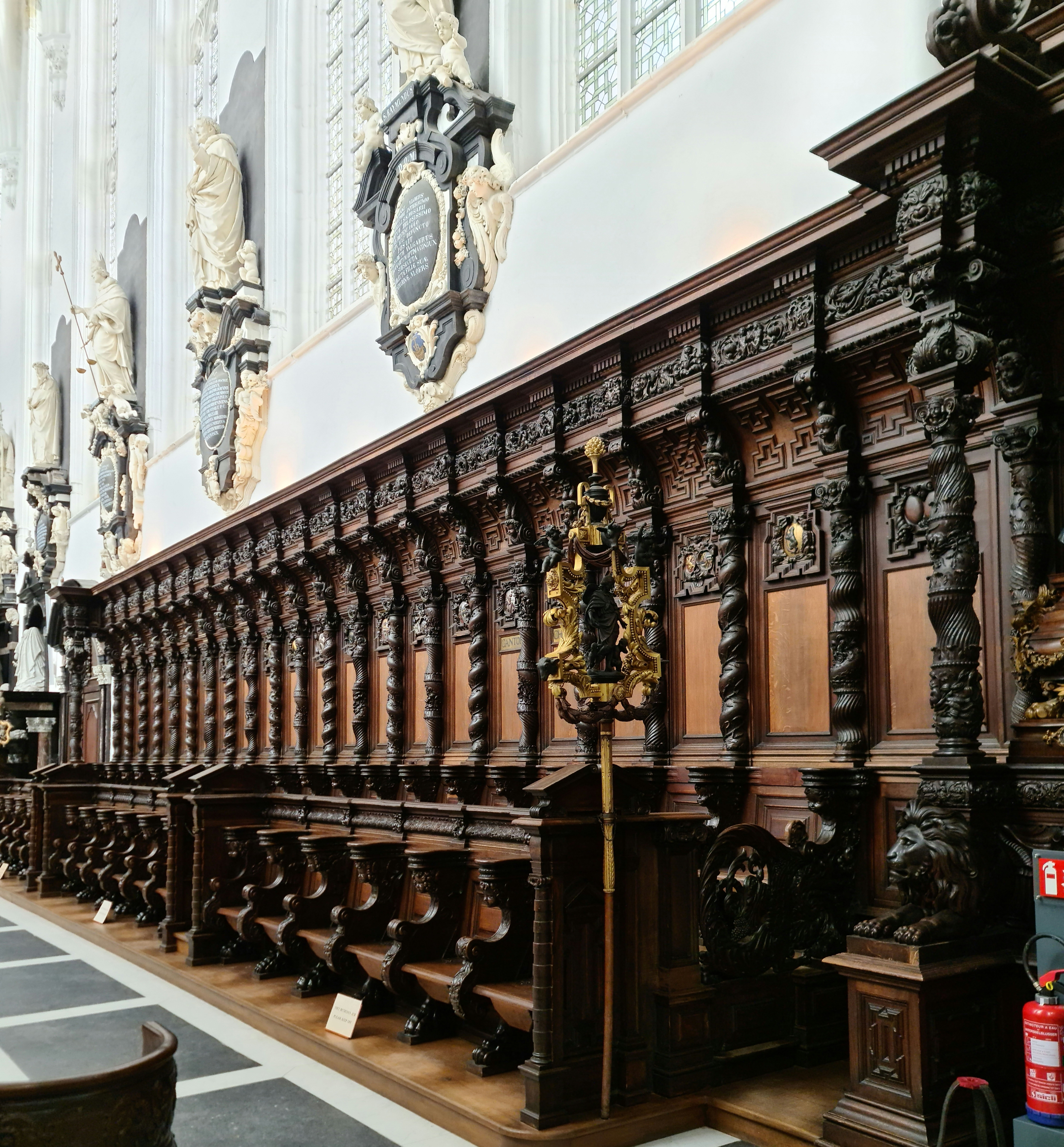
Chorgestühl

### Bildhauerarbeiten
Die St.-Paul-Kirche beherbergt die eindrucksvollste Sammlung von barocken Beichtstühlen in Belgien. Die zehn Beichtstühle, die um 1659 von Pieter Verbrugghen I. mit Hilfe seiner Werkstatt und anderer Bildhauer ausgeführt wurden, sind in Fünfergruppen an den Seiten der beiden Kirchenschiffe angeordnet. Jeder Beichtstuhl wird von zwei Statuen auf jeder Seite flankiert. Die Beichtstühle sind nicht als separate Möbelstücke konzipiert, sondern durch eine Holzverkleidung miteinander verbunden. Die gesamte Wand jedes Seitenschiffs wird so zu einem einzigen, einheitlichen Möbelstück, dessen Ikonographie eine Einheit mit dem gesamten Bauwerk bilden soll.
Die Bildhauer Artus Quellinus der Ältere, Pieter Verbrugghen I, Jan Pieter van Baurscheit der Ältere und Andries Colyns de Nole schufen zwischen den Jahren 1631 und 1700 acht lebensgroße weiße Steinskulpturen dominikanischer Heiliger, die zwischen den Fenstern des Chors aufgestellt sind.
An der Südseite befindet sich die Kapelle des Heiligen Sakraments und des Süßen Namens Jesus mit einem von Pieter Verbrugghen I. geschnitzten Altar und einem Altarbild von Rubens Die Disputation des Heiligen Sakraments. In dieser Kapelle befindet sich auch ein barocker Beichtstuhl von Willem Kerricx, der ursprünglich an der Nordseite des Haupteingangs aufgestellt war.

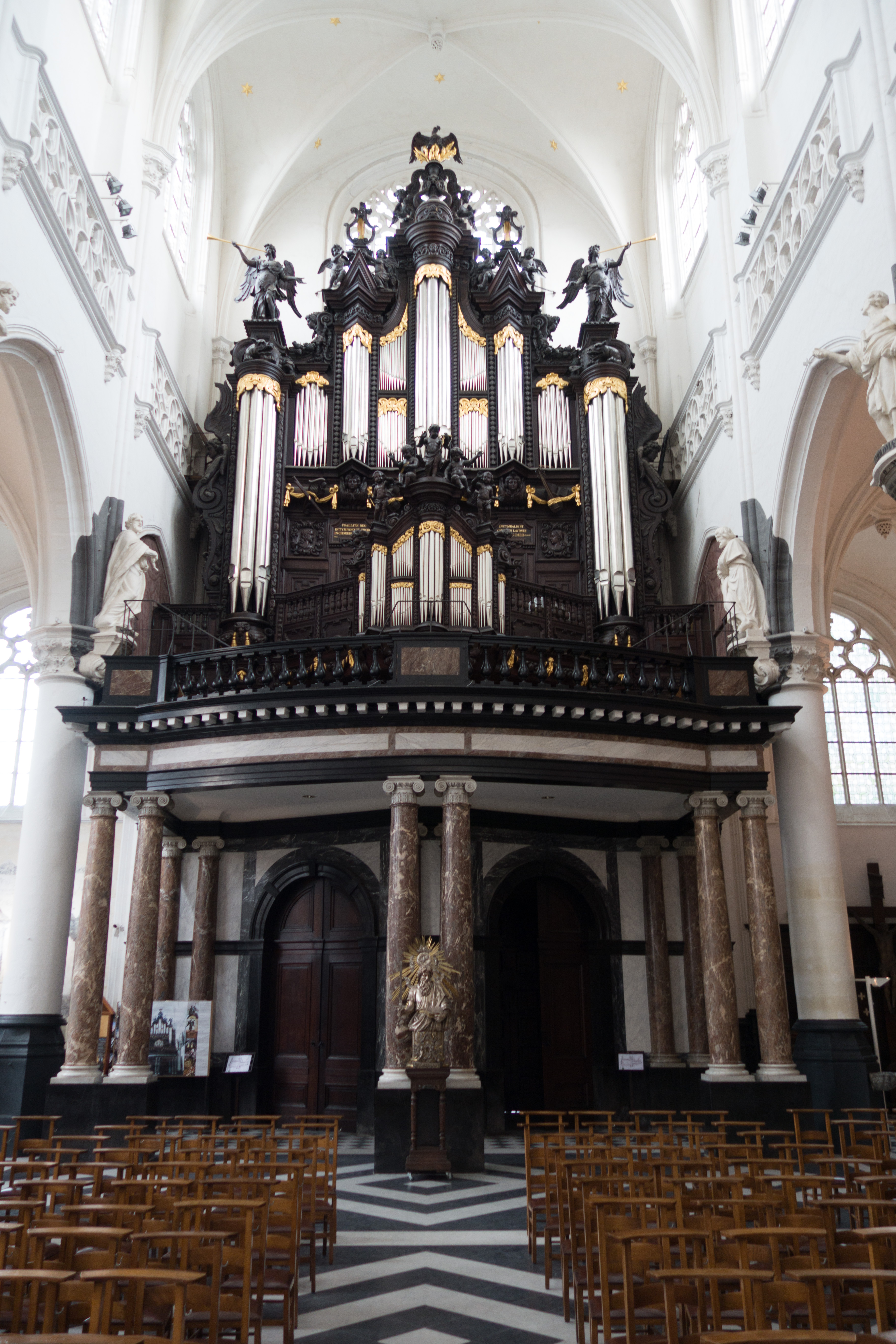
Orgelprospekt

An der Nordseite befindet sich die Marienkapelle mit einem Barockaltar, der von Huybrecht Van den Eynde begonnen, von seinem Schüler Sebastiaan de Neve fortgeführt und von Jan Pieter van Baurscheit der Ältere 1728 vollendet wurde. Ein typisches Rubens-Motiv sind die Dutzende von Miniatur-Putti und Putten auf den aufsteigenden Zweigen der vegetabilen, marianischen Symbole auf den gedrehten Marmorsäulen. Das Gemälde Anbetung der Hirten von Rubens bildet den Altaraufsatz. In der Marienkapelle befindet sich auch eine Skulptur der Schmerzhaften Muttergottes aus weißem Marmor von Jan Pieter van Baurscheit dem Älteren. In der Kirche befinden sich kunstvolle Grabmonumente, die Johannes van Mildert, Pieter Verbrugghen II und Andries Colyns de Nole zugeschrieben werden.

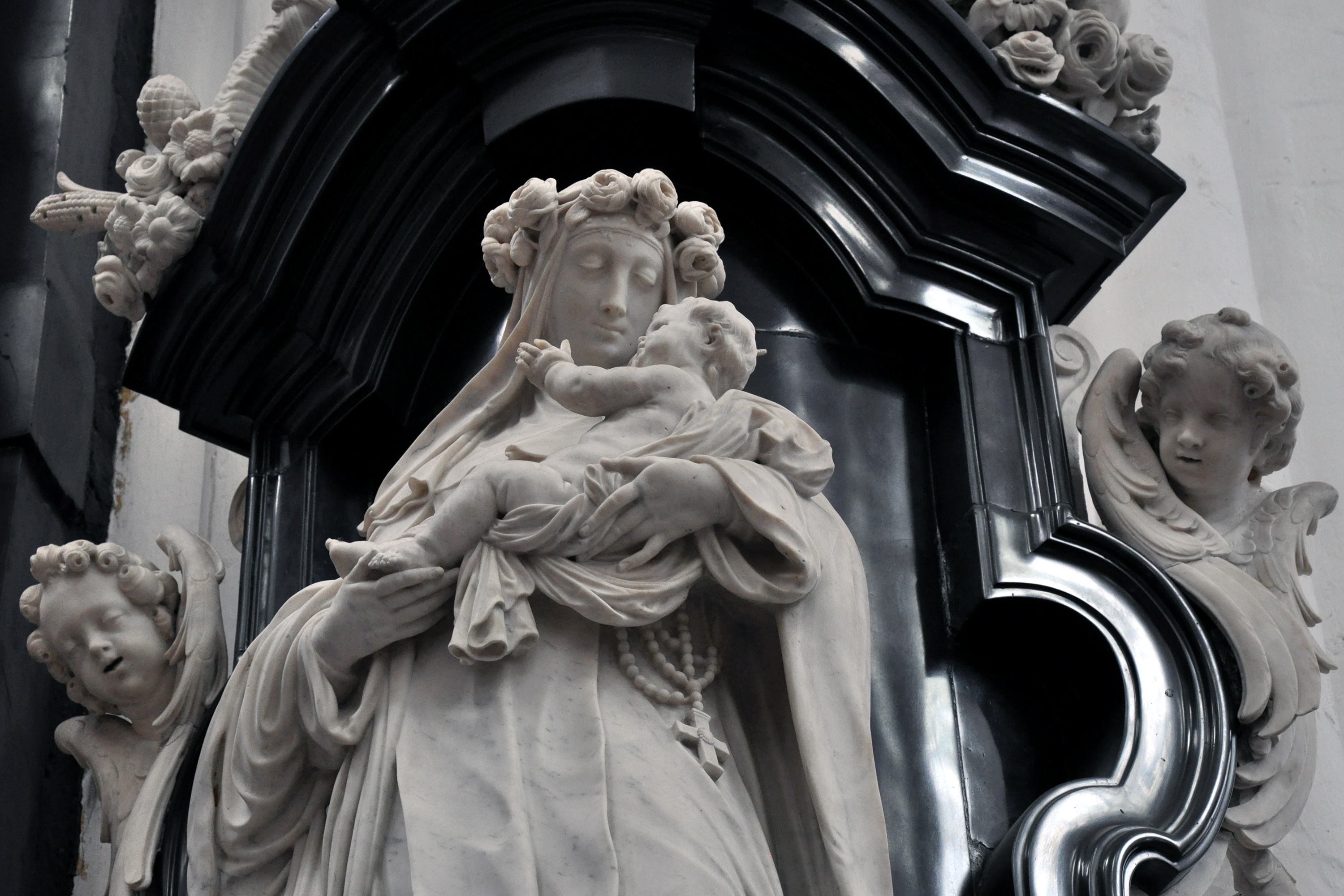
St. Rosa von Lima, von Artus Quellinus dem Jüngeren

Die Orgel aus dem 17. Jahrhundert gilt als eine der bedeutendsten Orgeln Belgiens. Das monumentale Orgelgehäuse wurde von Pieter Verbrugghen I. nach einem Entwurf von Erasmus Quellinus II. geschaffen. Das Werk wurde von Nicolaes van Haeghen im Jahr 1650 geschaffen und hat nach mehreren Umbauten und Restaurierungen heute 49 Register auf drei Manualen und Pedal.

### Der gestohlene Caravaggio
Im Jahr 1623 gelangte das Gemälde Madonna des Rosenkranzes von Caravaggio vermutlich über den niederländischen Markt nach Antwerpen. Auf Initiative einiger Künstler, darunter Peter Paul Rubens, Hendrick van Balen und Jan Brueghel d. Ä., wurde das Gemälde als Altarbild für die St. Pauls-Kirche gestiftet. Rubens berief die führenden Antwerpener Maler, um eine Serie von 15 Gemälden zum Thema „Geheimnis des Rosenkranzzyklus“ anzufertigen, die das Caravaggio-Gemälde flankieren sollten. 1786 beanspruchte Kaiser Joseph II. von Österreich, nachdem er die Schließung der angeblich „nutzlosen“ Klöster angeordnet hatte, das Gemälde von Caravaggio für seine Kunstsammlung. Es ist heute im Kunsthistorischen Museum in Wien zu bewundern. Die St. Paulskirche ersetzte das Original einige Jahre später durch eine Kopie, die von Andreas Bernardus de Quertenmont, einem Direktor der Antwerpener Akademie, angefertigt wurde. Caravaggios Werk, das ein fürstliches Geschenk der führenden Antwerpener Künstler und Ausdruck ihrer tiefen religiösen Verehrung war, wurde damit zum Gegenstand der Plünderung durch die österreichischen Machthaber.

## Der Kalvarienberg
An der Außenseite der Kirche befindet sich eine Gruppe von Statuen, die als Kalvarienberg bezeichnet wird. Er wurde von den Brüdern van Ketwigh, die Dominikaner waren, an der Stelle eines alten Dominikanerfriedhofs geschaffen. Sein Entwurf stammt aus dem Jahr 1697. Im Jahr 1734 wurde der Bau des Kalvarienbergs abgeschlossen, aber bis 1747 wurden weitere Statuen hinzugefügt. Er ist als Hof gebaut und lehnt sich an einer Seite an das südliche Kirchenschiff und die Kapelle des Heiligen Sakraments an.

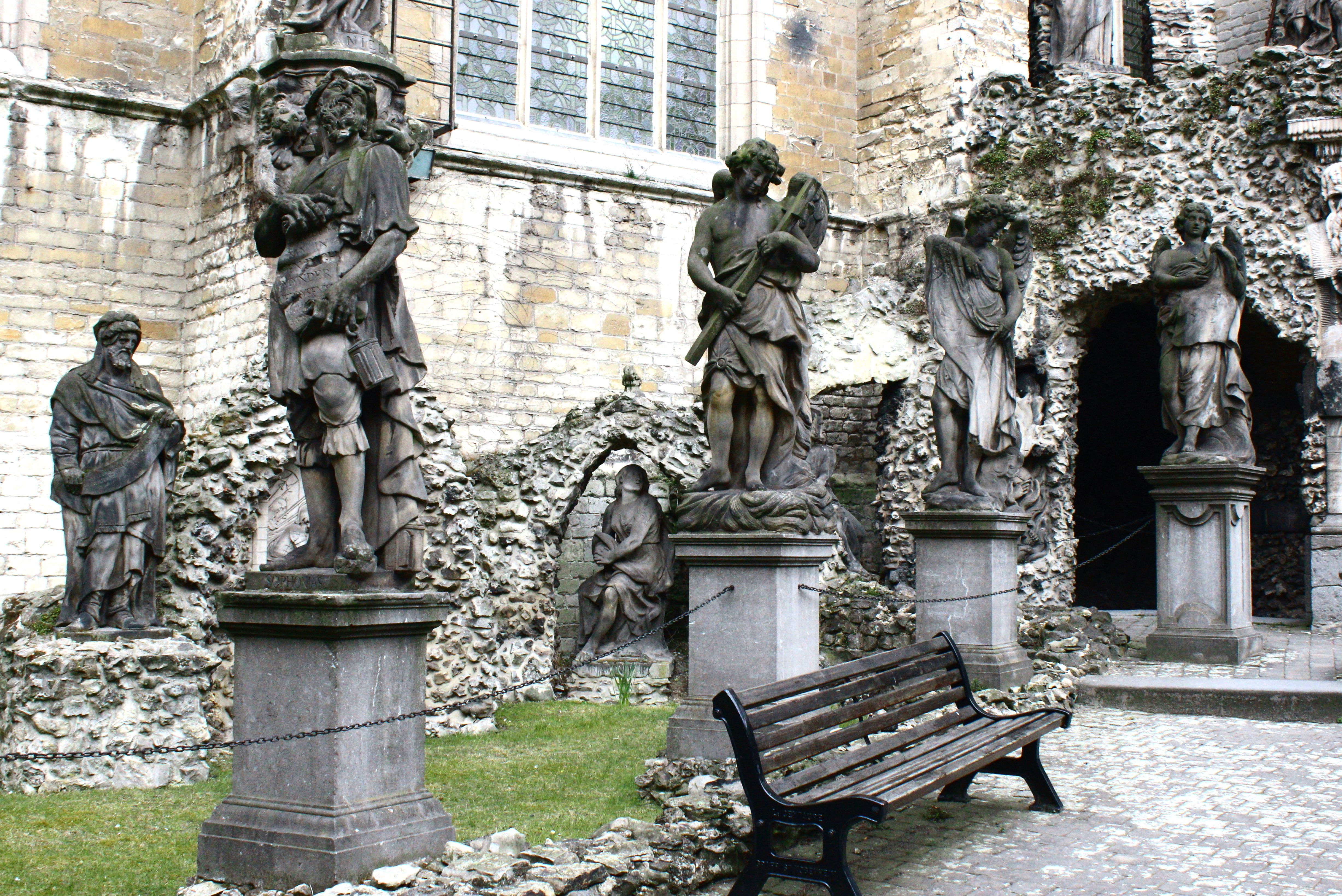
Der Kalvarienberg, Blick entlang des Engelswegs

Der Bau umfasst 63 lebensgroße Statuen und neun Reliefs, die in einem volkstümlichen und theatralischen Stil ausgeführt sind. Die meisten Statuen sind aus weißem Stein, einige sind aus Holz. Einige Statuen sind datiert oder signiert. Die wichtigsten Bildhauer waren Michiel van der Voort der Ältere, Alexander van Papenhoven und Jan Claudius de Cock. Einige Statuen stammen von der Hand von Willem Kerricx und seinem Sohn Willem Ignatius Kerricx, Jan Pieter van Baurscheit der Ältere und anonymen Mitarbeitern.
Die Statuen sind in vier Gruppen angeordnet: der Engelsweg, der zum Heiligen Grab hinaufführt, der Garten der Propheten auf der linken Seite, der Garten der Evangelisten auf der rechten Seite und der Kalvarienberg selbst, der aus einem erhöhten künstlichen Felsen besteht, der in drei Terrassen unterteilt ist, auf denen Statuen mit Christus am Kreuz an der Spitze aufgestellt sind.